# 楊俊霞

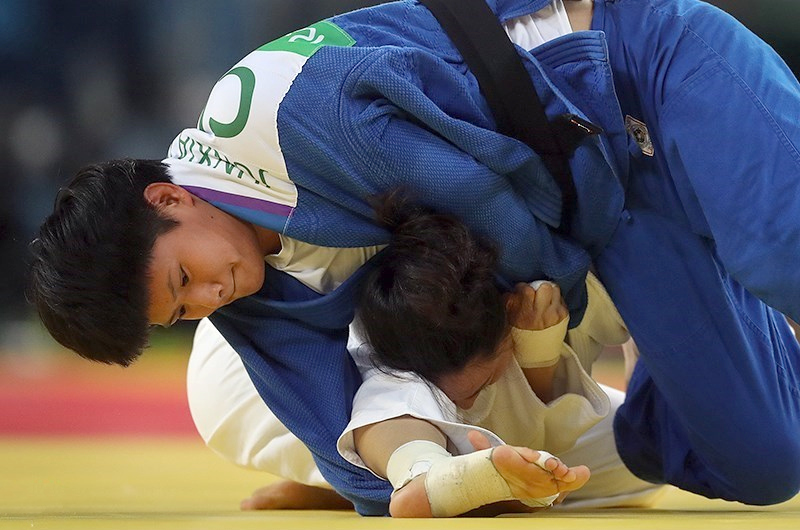
リオデジャネイロオリンピックで送襟絞の一種横絞を試みる楊　俊霞

楊 俊霞（よう しゅんか、1989年5月2日 - ）は、中華人民共和国の山東省浜州市出身の柔道選手。階級は63kg級。身長169cm。得意技は寝技。

## 人物
2014年のグランプリ・ウランバートルで優勝するが、アジア大会では決勝で地元韓国の丁多雲に敗れて2位、団体戦では3位だった。2015年のグランプリ・青島では優勝した。2016年の ワールドマスターズでは準決勝で田代未来に腕挫十字固で敗れるも3位になった。 リオデジャネイロオリンピックでは準々決勝で世界チャンピオンであるスロベニアのティナ・トルステニャクに肩固で敗れると、敗者復活戦でもイスラエルのヤーデン・ジェルビに技ありで敗れて7位だった。2017年の世界選手権では準決勝でトルステニャクに反則負けを喫すると、3位決定戦でもモンゴルのバルドルジ・ムングンチメグに一本負けして5位だった。2018年の世界選手権では初戦でモンゴルの選手に一本負けした。グランプリ・ハーグでは全試合を舟久保固で一本勝ちして優勝した。2019年のグランプリ・ブダペストでは準決勝で寝技の得意な土井雅子と寝技合戦になるも、GSに入ると土井が得意とする三角からの崩上四方固で敗れて3位だった。2021年7月に日本武道館で開催された東京オリンピックでは初戦で敗れた。
IJF世界ランキングは1227ポイント獲得で31位(21/9/27現在)。

## 主な戦績
- 2008年 - 青島国際　3位
- 2014年 - ヨーロッパオープン・マドリード　優勝
- 2014年 - グランプリ・ウランバートル　優勝
- 2014年 - アジアオープン・台北　優勝
- 2014年 - アジア大会　個人戦　2位　団体戦　3位
- 2015年 - アジア選手権　5位
- 2015年 - ワールドマスターズ　7位
- 2015年 - グランプリ・青島　優勝
- 2016年 - グランプリ・サムスン　3位
- 2016年 - アジア選手権　3位
- 2016年 - ワールドマスターズ　3位
- 2016年 - リオデジャネイロオリンピック　7位
- 2017年 - 世界選手権　5位
- 2018年 -グランプリ・ハーグ　優勝
- 2019年 -ヨーロッパオープン・プラハ　優勝
- 2019年 - アジアパシフィック選手権　優勝
- 2019年 - グランプリ・フフホト　3位
- 2019年 - グランプリ・ブダペスト　3位
- 2019年 - グランドスラム・ブラジリア　5位
- 2019年 -　グランドスラム・アブダビ　3位
- 2021年 -　グランドスラム・トビリシ　2位
- 2021年 -　アジア・オセアニア選手権　3位

(出典、JudoInside.com)。